# Dragões na mitologia grega
Os dragões desempenham um papel significativo na mitologia grega. Embora o drakōn grego muitas vezes diferia da concepção ocidental moderna de um dragão, é tanto a origem etimológica do termo moderno quanto a fonte de muitos mitos e lendas indo-europeias sobreviventes sobre dragões

## Origens
A palavra dragão deriva do grego δράκων (drakōn) e seu cognato latino draco. Os gregos antigos aplicavam o termo a cobras grandes e constritivas. O drakōn grego era muito mais associado a saliva ou hálito venenoso do que o dragão ocidental moderno, embora o hálito de fogo ainda seja atestado em alguns mitos. Há também a drakaina, a forma especificamente feminina ou "dragoa". A drakaina é ocasionalmente tratada de forma diferente do drakōn masculino ou de gênero neutro mais comum, muitas vezes sobrevivendo por acasalamento com um herói ou sendo o ancestral de uma linhagem importante.
Daniel Ogden fala de três maneiras de explicar as origens dos mitos do dragão grego: como evolução vertical da (reconstruída) mitologia proto-indo-européia, como adaptação horizontal da mitologia do Antigo Oriente Próximo, ou como sentado dentro da "nuvem do conto popular internacional". Em relação às teorias da transmissão horizontal, Ogden argumenta que elas carregam "uma suposição tácita de que, antes de tal transferência, o próprio mundo mítico dos gregos era uma tabula rasa ", que ele chama de absurdo; apenas as origens de Tifão no Oriente Próximo são, em sua opinião, plausíveis.

## Lista de dragões

### Tifão
Tifão era o monstro temível da mitologia grega. Tifão foi o último filho de Gaia. Ele geralmente é visto como humanóide da cintura para cima, serpentino abaixo, quase do tamanho de uma montanha. Com sua companheira Equidna, ele geraria muitos monstros. Mais tarde, ele tentaria derrubar Zeus pelo título de governante do cosmos. Zeus atirava uma pedra enorme sobre ele para vencê-lo.

### Ladão

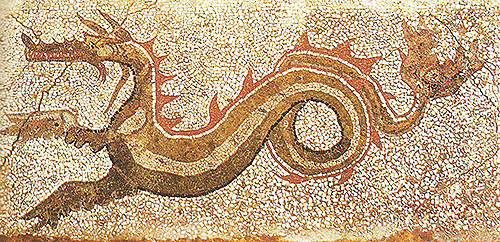
Mosaico do século III a.C de Kaulon (Magna Graecia, sul da Itália)

Ladão era o drakon (dragão, uma palavra mais comumente usada) semelhante a uma serpente que se enroscava em volta da árvore no Jardim das Hespérides e guardava as maçãs douradas. Ladão também foi dito ter até cem cabeças. Ele foi vencido e possivelmente morto por Héracles. Depois de alguns anos, os Argonautas passaram pelo mesmo local, em sua jornada ctônica de volta da Cólquida, no extremo oposto do mundo, e ouviram o lamento da "brilhante" Eigle, uma das Hespérides, e viram o ainda contorcido Ladão. ( Argonautica, livro IV). A criatura está associada à constelação de Draco. Ladão recebeu vários parentescos, cada um dos quais o colocou em um nível arcaico no mito grego: a descendência de " Ceto, apaixonado por Fórcis " (Hesíodo, Teogonia 333) ou de Tifão, que era ele próprio como uma serpente da cintura para baixo, e Equidna ( Biblioteca 2.113; Higino, Prefácio para Fabulae ) ou da própria Gaia, ou em sua manifestação olímpica, Hera : "O Dragão que guardava as maçãs douradas era o irmão do leão de Neméia " afirmou Ptolomeu Heféstion (registrado em seu Nova História V, perdida, mas resumida em Fócio, Myriobiblion 190).

### Hidra de Lerna
A Hidra de Lerna era uma serpente de água parecida com um dragão com respiração, sangue e presas fatalmente venenosas, uma filha de Tifão e Equidna. Dizia-se que a criatura tinha entre cinco e 100 cabeças, embora a maioria das fontes coloque o número entre sete e nove. Para cada cabeça cortada, uma ou duas cresciam em seu lugar. Tinha uma cabeça imortal que permaneceria viva depois de cortada. Alguns relatos afirmam que a cabeça imortal era feita de ouro. Ela vivia em um pântano perto de Lerna e frequentemente aterrorizava os habitantes da cidade até ser morto por Heracles, que cortou as cabeças, com a ajuda de seu sobrinho Iolaus, que então queimou o toco escorrendo com um tição em chamas para evitar que novas cabeças crescessem, como o segundo de seus Doze Trabalhos . Hera enviou um caranguejo gigante para distrair Héracles, mas ele simplesmente o esmagou sob o pé. Hera então o colocou nos céus como a constelação de Câncer. Depois de matar a serpente, Héracles enterrou a cabeça imortal sob uma rocha e mergulhou suas flechas no sangue da criatura para torná-las fatais para seus inimigos. Em uma versão, as flechas envenenadas acabariam por ser a ruína de seu tutor centauro Quíron, que foi colocado nos céus como a constelação de Centaurus . Em outra versão, ele nunca seria capaz de usar essas flechas por causa de seu medo de que o veneno se espalhasse pela terra e envenenasse a água e as plantações.

### Pitão ou Píton e Delfina
Na mitologia grega, Píton era o dragão-terra de Delfos, sempre representado nas pinturas de vasos e pelos escultores como uma serpente. Vários mitos representavam Píton como sendo masculino ou feminino (uma drakaina ). Píton era o inimigo ctônico de Apolo, que o matou e transformou seu antigo lar em seu próprio oráculo, o mais famoso da Grécia. Em alguns mitos, o dragão era chamado de Delfina . Delfina era frequentemente retratada como sendo metade menina e metade cobra.
Existem várias versões do nascimento e morte de Píton nas mãos de Apolo. No mais antigo, o Hino Homérico a Apolo, poucos detalhes são dados sobre o combate de Apolo com a serpente ou seu parentesco. A versão relatada por Higino afirma que quando Zeus se deitou com a deusa Leto, e ela deveria dar à luz Ártemis e Apolo, Hera enviou Píton para persegui-la por todas as terras, para que ela não pudesse ser entregue onde quer que o sol brilhasse. Assim, quando a criança cresceu, ele perseguiu a píton, indo direto para o Monte Parnaso, onde a serpente morava, e perseguiu-a até o oráculo de Gaia em Delfos, e ousou penetrar no recinto sagrado e matá-la com suas flechas ao lado da fenda na rocha onde a sacerdotisa se sentava em seu tripé. A sacerdotisa do oráculo de Delfos tornou-se conhecida como Pítia, devido ao nome do lugar Pytho, que recebeu esse nome devido ao apodrecimento (πύθειν) do cadáver da serpente depois que ela foi morta.

### O Dragão da Cólquida

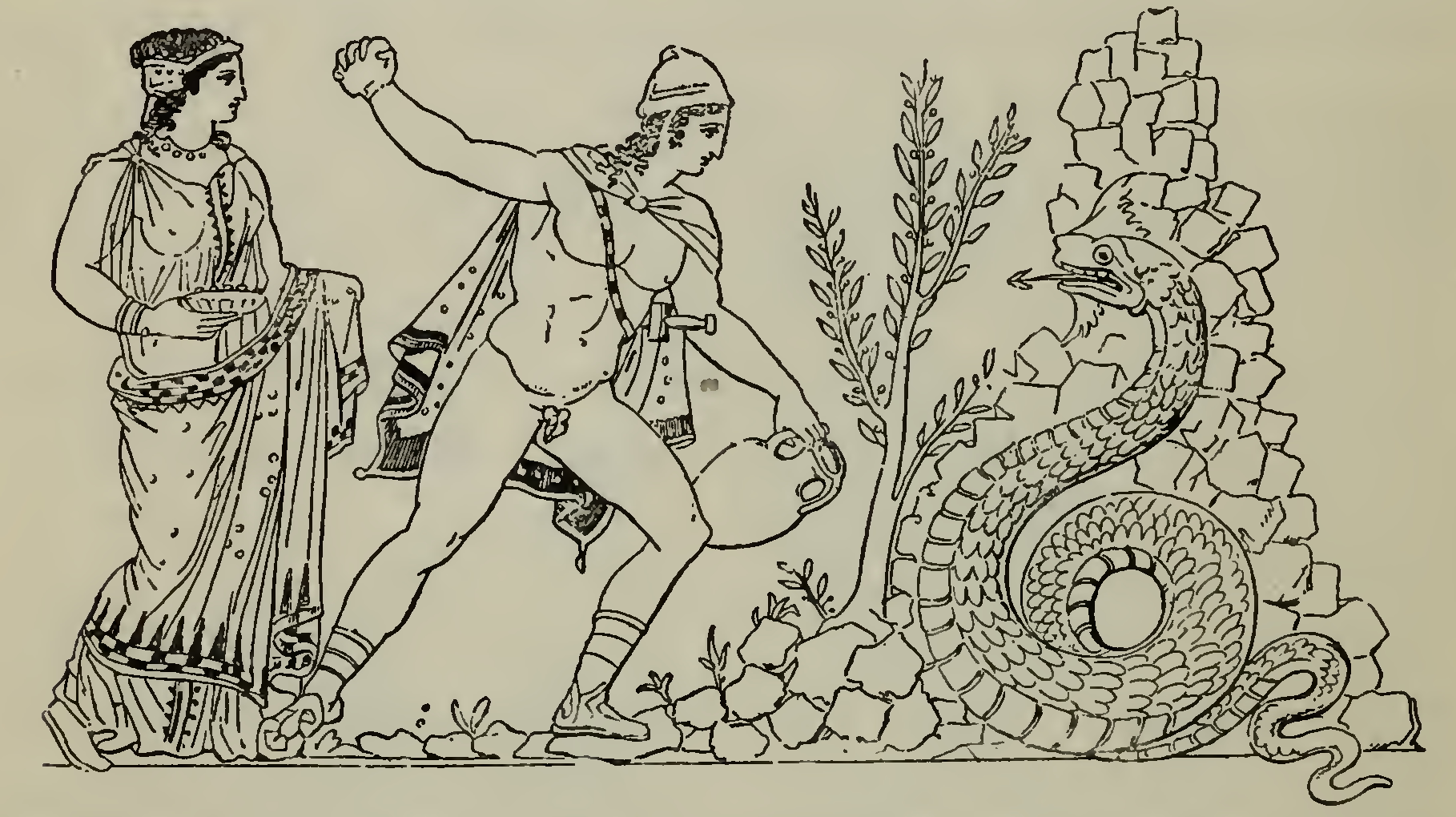
Jason luta contra o dragão na Cólquida.

Conhecido como Drakôn Kolkhikos, (em grego:  Δρακων Κολχικος, em georgiano:  კოლხური დრაკონი, transl. k'olkhuri drak'oni, Dragão da Cólquida,) esta imensa serpente, filha de Tifão e Equidna, guardava o Velocino de Ouro na Cólquida. Dizia-se que nunca dormia, descansava ou diminuía sua vigilância. De acordo com as Metamorfoses de Ovídio, o monstro tinha uma crista e três línguas. Quando Jasão foi buscar o Velocino, a bruxa Medéia colocou o dragão para dormir com sua magia e drogas, ou talvez Orfeu o tenha embalado para dormir com sua lira. Depois, a própria Medeia fez dragões puxarem sua carruagem.

### O Dragão Ismênia
A Serpente Ismênia, da primavera de Ismene em Tebas, Grécia, foi morta pelo herói Cadmo. Era a descendência de Ares, que mais tarde transformou o herói em serpente .

### Dragões de Hélio
Segundo Apolodoro, o deus do sol Hélios tinha uma carruagem, puxada por "dragões alados", que deu à sua neta Medéia .

### Dracaina Cita
Ela era uma mulher da cintura para cima com uma cauda de serpente no lugar das pernas. Quando Hércules estava viajando pela Cítia com o gado de Gerião, ela roubou parte do rebanho enquanto o herói dormia. Quando Heracles acordou, ele os procurou, visitando todas as partes do país, e chegou à terra chamada Hylaea (em grego:  Ὑλαίην), e lá encontrou em uma caverna a criatura, que era a rainha daquele país. Ela insistiu que o companheiro herói estivesse com ela antes de devolvê-los. Ele o fez e, por meio dela, tornou-se o ancestral de uma antiga linhagem de reis citas. Pode ter se identificado com o Equidna .

### Dragão Gigantomáquio
Um dragão que foi lançado por Atena durante a Gigantomaquia. Ela o jogou no céu onde se tornou a constelação de Draco.

### Dragões de Tróia
Duas enormes serpentes marinhas de Tenedos enviadas por vários deuses para matar Laocoonte e seus filhos, a fim de impedi-lo de dizer a seu povo que o Cavalo de Madeira era uma armadilha.